# Danh sách trình quản lý tải xuống
Dưới đây là danh sách trình quản lý tải xuống.

## Giao diện đồ họa
- Download Accelerator Plus
- Download Express
- Download Master
- Downloader for X (Open Source)
- DownloadStudio
- DownThemAll! (Mozilla Firefox extension)
- Eon Netminder
- FlashGet
- FlashGot (Mozilla Firefox extension)
- Free Download Manager
- GetRight
- Gigaget
- Go!Zilla
- Gwget
- Interarchy
- Internet Download Accelerator
- Internet Download Manager
- jDownloader (Open Source)
- KGet
- LeechGet
- MiniDM (included with IE7Pro)
- MLDonkey
- Orbit Downloader
- Outwit - OutWit Hub (Mozilla Firefox extension)
- Net Transport
- NetAnts
- ReGet
- Shareaza
- TrueDownloader (Open Source)
- wxDownload Fast (Open Source)
- VideoGet
- Xunlei (Thunder)
- WideStream Download Manager (Open Source)

## Dòng lệnh
- axel
- cURL
- Lftp
- MLDonkey
- wget